# السريع والغاضب 6
السريع والغاضب 6 (بالإنجليزية:Fast & Furious 6) فيلم حركة أمريكي إنتاج عام 2013 من كتابة كريس مورغان وإخراج جاستين لونغ. هو الإصدار السادس من سلسلة أفلام السريع والغاضب. الفيلم من بطولة فين ديزل وبول واكر ودواين جونسون وميشيل رودريغز وجوردانا بروستر وتيريس جيبسون وسونغ كانغ ولوداكريس لوك إيفانز وجينا كارانو وجون أورتيز.
«السريع والغاضب 6» كان في التطوير منذ فبراير 2010 كونه أول فيلم في السلسلة يبتعد عن موضوع السباقات الغير قانونية التي كان الموضوع الأساس في السلسلة. الإنتاج الأولي بدء في أبريل/نيسان 2011، التصوير الرئيسي بدء في لندن في يوليو/تموز 2012. مواقع التصوير تضمنت جزر الكناري وغلاسكو ولوس انجلوس. صدر الفيلم أولاً في المملكة المتحدة في 17 مايو/أيار، 2013، ثم عالمياً في 24 مايو، 2013. من المقرر بدء تصوير جزء متمم له في أغسطس 2013.

## القصة
يطلب العميل هوبز مساعدة دوم وفريقة - أو بالأحرى عصابته - في محاولة للإيقاع بعصابة آخرى أكثر شراسة يقودها أوين شو وتقديمهم للعدالة، وهذا في مقابل أن يمحي كل سجلات إدانة دوم وفريقة القديمة. الآن يجب عليهم أن يضعوا كل خلافاتهم جانبًا، كي ينجحوا في وضع حد لمخططات عصابة شو الخارجة عن السيطرة.
بعد أن نجح دوم (فين ديزل) وصديقه براين (بول ووكر) في الإطاحة بإمبراطورية كينج بين واستطاعا أن يستحوذا على ثروة طائلة تقدر ب 100 مليون دولار، اكتشفا مؤخرا أن الأموال لا تغني عن تواجدهما وإقامتهما داخل وظنهما، ومع قرار العودة يفأجا دوم بمحاولة هوبز (دواين جونسون) الذي تسبب دوم في مقتل حبيبته.يدعوه إلى سباق الشوارع ويطلب من دوم جلب فريقه إلى لندن لمنافسة مدفوعة الأجر يحصلون من خلالها وفي حالة الفوز على العودة إلى وطنهما وأسرهم مرة أخرى

## الممثلون
- فين ديزل بدور دومينيك توريتو.
- بول واكر بدور براين أوكونور.
- دواين جونسون بدور لوك هوبز.
- ميشيل رودريغز بدور ليتي اورتيز.
- جوردانا بروستر بدور ميا توريتو.
- تيريس جيبسون بدور رومان بيرس.
- كريس بريدجز بدور تيج باركر.
- سونغ كانغ بدور هان سيول-أوه.
- لوك إيفانز بدور أوين شو.
- جينا كارانو بدور رايلي.
- جون أورتيز بدور ارتورو براغا.
- غال غادوت بدور جيزيل يشار.
- إيلسا بتاكي بدور إيلينا نيفيس.
- ريتا أورا بدور المتسابقة.

## الإنتاج

### تنمية الفيلم
في فبراير 2010، أكد ديزل أن إنتاج فاست فايف بدأ وأعلن أيضًا أنه تم التخطيط للجزء السادسة. في يناير 2011، قال المنتج نيل إتش موريتز:

في ذهني وذهن فين، نعلم بالفعل ما هو الفيلم السادس، لقد تحدثنا عنه بالفعل. لقد أجريت مع فين محادثات عديدة حول ما يمكن أن يكون. وقد بدأنا في الجدية حيال ذلك الآن. لقد انتهينا للتو من [فاست فايف] مثل 4 أو 5 أسابيع مضت واحتجنا فقط إلى استراحة، والآن سنبدأ في التركيز على السادس.

في أبريل 2011 تم التأكيد على أن كريس مورغان قد بدأ بالفعل بالعمل على سيناريو لفيلم سادس بناء على طلب يونيفرسال ستوديوز. تم التأكيد أيضًا على أن يونيفرسال تعتزم تحويل السلسلة من سباقات الشوارع إلى سلسلة أفلام سطو بمطاردات سيارات في سياق مدهش مثل الرابط الفرنسي (1971)، مع فاست فايف باعتباره الفيلم الانتقالي. قال الرئيس آدم فوغلسون:

كان السؤال الذي وضعنا فيه فاست فايف وفاست سكس معًا هو: هل يمكننا إخراج فيلم عن ثقافة السيارات النقية ونكوِّن امتياز عمل حقيقي بروح تلك أفلام السطو العظيمة التي تم صنعها قبل 10 أو 15 سنة؟

قال فوغلسون إن جانب السباق وضع «سقفاً» على عدد الأشخاص الراغبين في مشاهدة الأفلام السلسلة، كان يأمل في زيادة جمهور السلسلة من خلال تحويلها إلى سلسلة تكون فيها القدرة على قيادة السيارة مجرد جانب واحد من جوانب الفيلم. عن شخصية لجونسون، أضاف فوغلسون «أريد ظهور [جونسون] أيضًا للعمل في فاست سكس وآريده أن يكون جزءًا لا يتجزأ منه.»
في 24 يونيو 2011، أعلنت شركة يونيفرسال بيكشرز أنه من المقرر إطلاق الجزء الثاني المتوقع في 24 مايو 2013. عاد موريتز وديزل كمنتجين وعاد لين إلى العمل المباشر. في مقابلة مع بوكس أوفيس، كشف لين أنه قام القصة المصورة بعد مناقشات مع ديزل، وقام بنحريرها مسبقًا لمدة اثني عشر دقيقة لـ فاست سكس قبل اكمال تصوير فاست فايف. قال لين إنه صور اللقطات لأنه لم يكن متأكدًا في ذلك الوقت مما إذا كان سيكون هناك تكملة أو ما إذا كان سيتمكن من إخراجها، لكنه أراد الحصول على مدخلات حول كيفية انتهاء أي تكملة. في 21 أكتوبر 2011، ذكرت صحيفة لوس أنجلوس تايمز أن يونيفرسال كانت تفكر في تصوير سلسلتين - فاست سكس وفاست سيفين (2015) - مرة أخرى مع قصة واحدة تدور في كلا الفيلمين؛ كلاهما من تأليف مورغان وإخراج لين. في 20 ديسمبر 2011، ذكر ديزل أنه سيتم تقسيم فاست سكس إلى قسمين، مع كتابة الفيلمين في وقت واحد. وحول القرار قال ديزل:

علينا أن ندفع هذه القصة، وعلينا أن نخدم كل هذه العلاقات الشخصية، وعندما بدأنا في رسم خطط كل ذلك، تجاوزنا ما يزيد عن 110 صفحات... قال الأستوديو: «لا يمكنك أن تضع كل هذه القصة في فيلم واحد لعين!»
في 23 أبريل 2012، أُعلن أن مقاتلة فنون القتال المختلطة جينا كارانو كانت في مفاوضات للعب دور عضو في فريق هوبز. في 1 مايو 2012، تم تأكيد أن ميشيل رودريغيز أعادت تمثيل دورها في دور ليتي أورتيز، وأُعلن أن الممثل الويلزي لوك إيفانز قد عُرض عليه دور الشرير. تم تأكيد انضمام إيفانز إلى فريق التمثيل في 9 مايو 2012، لتصوير زعيم عصابة سرقة. في 27 يوليو 2012، تم تأكيد ظهور بدور كشرير، جاه. في 15 فبراير 2012، أكد جونسون أن سيبدأ تصويز فاست سكس في مايو 2012، مع بعض الإنتاج في المملكة المتحدة وألمانيا. صرح جونسون أن التتابعين المقصودين لن يتم تصويرهما في وقت واحد بسبب مشاكل الطقس في مواقع التصوير، وأن الإنتاج في فاست سيفين لن يبدأ إلا بعد الانتهاء من فاست سكس. ومع ذلك، لم يبدأ التصوير رسميًا حتى 30 يوليو 2012. في فبراير 2013، تم التأكيد على أن الفيلم سيكون بعنوان «سرعة وغضب 6».

### التصوير الرئيسي
بدأ التصوير في 30 يوليو 2012 في لندن، إنجلترا، واستوديوهات شيبرتون في ساري. في حين أن سرعة وغضب 6 أصبح الإنتاج الثالث فقط الذي يُسمح له بالتصوير في ميدان بيكاديللي (مشهد يتضمن سباق ديزل ورودريجيز لسباق السحب)، لم يتمكن لين من الحصول على إذن لتصوير تسلسل عمل متقن هناك يتضمن انفجار ناقلة نفط، وهكذا تم بناء نسخة طبق الأصل من المعلم في شيبرتون. تم منح الإنتاج دقيقتين فقط كل ساعة لإغلاق منطقة التصوير. بدأت مشاهد الحيلة ومطاردة السيارات في التصوير في الموقع في غلاسكو، اسكتلندا، وذلك في 29 أغسطس 2012، وكان من المقرر أن تنتهي في 16 سبتمبر 2012. تم التصوير في الليل بالكامل وشارك فيه حوالي 250 من الطاقم، ولكن لم يكن هناك أي من الممثلين الرئيسيين. تم بناء مجموعات في الموقع للمشاهد بما في ذلك صالة عرض سيارات كبيرة. تم التصوير في قاعدة القوات الجوية الملكية السابقة ار ايه إف بينت ووترز في أواخر أغسطس 2012 حتى أوائل سبتمبر 2012.
كما تم التصوير في جزر الكناري الإسبانية بما في ذلك جزيرة تينيريفي وغران كناريا. كان من المفترض أن يتم التصوير في مرسيليا بفرنسا، ولكن تم نقلها إلى الجزر للاستفادة من خصم ضريبي (38٪) قُدر بخفض تكاليف التصوير بمقدار 20 مليون دولار.
في 11 أكتوبر 2012، تعرض ووكر لإصابة في الرباط الصليبي الأمامي أثناء التصوير، مما اضطر الإنتاج إلى تأجيل تصوير مشاهده حتى تعافى، تضمن ذلك مشهد تحطم طائرة بالتصوير في محطة سلاح الجو الملكي البريطاني السابقة في بوفينجدون، هيرتفوردشاير، في 30 أكتوبر 2012، وكان من المقرر أن ينتهي تصويرها في 9 نوفمبر. تم تصوير مشهد مطاردة سيارات في شارع ديل في وسط مدينة ليفربول، وكذلك في نفق كوينزواي على مدار أربعة أيام في نوفمبر 2012.
جرت المرحلة الأخيرة من التصوير في إيكو بارك، لوس أنجلوس، ابتداءً من 1 ديسمبر 2012. أُعيد تصوير السلسلة إلى موقع تصوير الفيلم الأصلي السريع والغاضب (2001)، وتطلب ذلك إعداد المرآب للفيلم، تم بناؤها من قبل النجارين. بحلول 17 ديسمبر 2012، تم الإبلاغ عن انتهاء التصوير. تم تكثيف مرحلة ما بعد الإنتاج بشدة؛ بحلول مارس 2013، كان لين يحاول إكمال ما يقرب من 18 شهرًا من مرحلة ما بعد الإنتاج في فترة 12 أسبوعًا. كان لين بمساعدة خمسة من محرري الأفلام، وفرق متخصصة تركز على المؤثرات المرئية وتوقيت الألوان، وخلاطات الأصوات التي تطلبت سينما بحجم مسرح لوحدها.

### المشاهد المثيرة
بالنسبة لسيارة أوين شو، كلّف لين مصمم السيارة في الفيلم بتطوير سيارة قادرة على قيادة السيارة أولاً في السيارات المتحركة وقلبها في الهواء. قام مكارثي وفريقه بتصميم سيارة سباق ذات صيغة كاملة وظيفية منخفضة على الأرض مع منحدر في مقدمتها يسمح لها بقذف السيارات الأخرى في الهواء مع الحفاظ على سلامة السائق.
بالنسبة لقتال رودريغيز وكارانو في مترو أنفاق لندن، رفض المنتجون السماح للزوجين بمحاولة القيام بالحيل، حيث تتقاتل شخصياتهم على سكة حديدية ويسقطون على درج، وذلك خوفًا من إصابة خطيرة ستعرقل التصوير. تم وصف عرض مورغان للقتال بأنه قتال على المنشطات، لكن رودريغيز قدم مدخلات لتحويلها إلى قتال في الشوارع. قال رودريغيز: «في الأصل في النص، كان الأمر أكثر بكثير من تيرميناتور، كان النص بعيد المنال بحيث لا يمكن تصديقه...» تدرب رودريغيز وكارانو على تصميم المشاهد القتالية على مدى شهرين، مع الخضوع للمقاتلة المدربة كارانو لتمارين إضافية لضمان أن ضرباتها تبدو ذات مصداقية، دون أذية رودريغيز. تحت إشراف مصمم الرقصات القتالية أوليفييه شنايدر، تم تصميم المعركة لتكون قاسية ولكنها واقعية، حيث تمثل كارنوا كـ«شرطي أثناء التدريب القتالي» وقتاله مع رودريغيز في الشوارع.
أدى انفجار المتنزه إلى جذب فريق دوم إلى أعمدة مجمعة مثبتة يمكن تفجيرها جنبًا إلى جنب مع مناجم الغبار والتي يمكن استخدامها كمرجع للفنانين الرقميين لخلق مظهر الهيكل الغارق. كان المشهد الذي يتضمن قيادة شخصية إيفانز للسيطرة على دبابة يهدف في الأصل لتصوير السيارة التي تسحق السيارات على طول طريق سريع إسباني، لكن المشهد الأخير استخدم تأثيرات عملية حيث سحقت الدبابة بالفعل ما يقرب من 250 سيارة أثناء التصوير. تم تصوير المشهد على امتداد ثلاثة أميال من الطريق السريع في تينيريفي، تصطف على جانبيه منتجعات العطلات التي كان لا بد من إزالتها رقميًا لخلق منطقة مهجورة. تم إنشاء خاتمة المشهد الذي به قفزة رومان إلى سيارة قريبة والدبابة رقميًا.
المشهد الذي يظهر فيه ديزل وهو يحطم سيارته من خلال أنف طائرة شحن من الحقبة السوفيتية أثناء الإقلاع، صممه لين أثناء إنتاج السريع والغاضب في عام 2009. في ذلك الوقت، كانت مشاهد الإثارة باهظة الثمن للغاية بحيث لا يمكن تصويرها ولم تتناسب مع قصة الفيلم، لكن لين كلف فنانين للتصور الرقمي المسبق لتطوير نموذج للفكرة. حاول إحياء مفهوم فاست فايف لكن التكنولوجيا المتاحة أثبتت أنها غير كافية ولا تزال غير مناسبة للقصة. كان تصوير مشهد الذروة غير مجدي عمليًا لأنه ينطوي على رمي الدبابات في الهواء وتسابق السيارات بجانب الطائرة المتحركة بسرعة 100 ميل في الساعة. اختار لين بناء مجموعات طائرات مختلفة بدلاً من ذلك: ارتفاع ثلاثين قدمًا وطول خمسة وسبعين قدمًا وعرض خمسين قدمًا من جسم الطائرة؛ ووضع ذيل الطائرة مع منحدر يسمح للسيارات بالدخول والخروج؛ وبناء كامل النطاق لجسم الطائرة المركزي، مع الأجنحة والمحركات التي يمكن إشعالها. لكي تنفجر سيارة دوم من خلال مقدمة الطائرة، تم وضع دودج تشارجر على مدفع هوائي مثبت داخل منحدر تم سحبه بعد ذلك بشاحنة 4×4، ثم كان مكسوًا بمواد مبللة قابلة للاشتعال. أطلق المدفع الشاحن من خلال المقدمة حيث اشتعلت المادة لتأثير عملي. كان السائق الكومبارس لديه منصة طائرة محترقة تزن 40 طناً. شارك في المشهد أكثر من 200 شخص من أفراد الطاقم وأكثر من 350 مؤثرًا بصريًا (VFX) في استوديو VFX Double Negative لإكماله. يمكن أن تستغرق اللقطة النموذجية لتدمير المركبة أكثر من 100 يوم عمل حتى تكتمل. قام فريق VFX بدمج الانفجارات المصورة والدخان مع التعزيزات الرقمية لوضع الطائرة في مكان الحادث. تشير الحسابات إلى أن المدرج يجب أن يبلغ طوله 18.37 ميلاً على الأقل حتى يحدث التسلسل، مع تقديرات تصل إلى 28.83 ميلاً. كان أطول مدرج مرصوف في ذلك الوقت هو مطار كامدو بامدا على مسافة 3.42 ميلاً.

## التسويق
تم إصدار المقطع الدعائي الأول للفيلم خلال Super Bowl XLVII في 3 فبراير. من بين المقاطع الدعائية الستة للفيلم التي تم إطلاقها في الحدث، أثار سرعة وغضب 6 اهتمامًا واسع النطاق على وسائل التواصل الاجتماعي، أكثر من الأفلام الأخرى (بما في ذلك آيرون مان 3 (2013) و ستار تريك إلى الظلام (2013)) وفقًا لوكالة جمع البيانات Fizziology، تمت مشاهدة النسخة الموسعة للمقطورة أكثر من 16 مليون مرة بحلول 17 فبراير. ويعزى نجاح المقطع الدعائي جزئيًا إلى قيام نجوم الفيلم بالترويج للمقطورة على شبكاتهم الاجتماعية الشخصية. حاول تسويق سلسلة سرعة وغضب تكوين قاعدة معجبين عبر الإنترنت، والتي تم اعتبارها أيضًا مساعدة في الترويج للفيلم؛ استجاب صانعو الأفلام لتفاعل المعجبين، وأجروا استطلاعًا عبر الإنترنت لتحديد عنوان غضب وسرعة 6، وأعادوا شخصية ليتي أورتيز بناءً على تعليقات المعجبين وشجعوا المعجبين على توثيق إنتاج الفيلم بصور غير رسمية. قال مايكل موسى، الرئيس المشارك للتسويق العالمي: «نحاول إزالة ترشيحات الاستوديو قدر الإمكان، وهو أمر مخيف بعض الشيء لأنك تتنازل عن السيطرة... ولكنه يجعل التفاعل أكثر واقعية وعضوية مع المعجبين.» فاز المقطع الدعائي لـ Super Bowl، بعنوان"Breathe"، بجائزتي العرض الدعائي الذهبي لأفضل فيلم تلفزيوني أكشن وأفضل فيلم بلوكباستر صيفي 2013، تلقت الحملة التسويقية ثلاثة ترشيحات أخرى: أفضل مشهد دعائي لصيف 2013، وأفضل مونتاج صوتي للمشهد الدعائي، وأفضل ملصق تشويقي. كما تم إنتاج خط ملابس مكون من 15 قطعة بالشراكة مع جيس، بما في ذلك القمصان والسترات والقبعات والساعات.
استمرارًا لشراكتهما من فاست فايف، تعاونت لعبة مدينة السيارات من Cie Games على فيسبوك وسلسلة المسرح ريجال إنترتيمنيت جروب مع يونيفرسال في ترويج تسويق الفيلم عبر الوسائط. سمحت مدينة الألعاب للاعبين بمشاهدة المقطع الدعائي للفيلم في مسرح قيادة داخل اللعبة يحمل علامة REG. تضمنت اللعبة أيضًا مهامًا ومواقع بناءً على حبكة الفيلم، وسمحت للاعبين بالانضمام إلى شخصيات سرعة وغضب 6. عرضت REG على لاعبي مدينة السيارات القدرة على شراء التذاكر داخل اللعبة. من خلال شراء هذه التذاكر داخل اللعبة، تم منح اللاعبين رموزًا ترويجية والتي بدورها سمحت لهم بفتح سيارة دودج تشارجر إفتراضية من طراز SRT8 لعام 2013.

## الإصدار
أُقيم العرض الأول لفيلم غضب وسرعة 6 في 7 مايو 2013، في سينما إمباير في ليستر سكوير، لندن. صدر الفيلم في المملكة المتحدة في 17 مايو 2013، وفي أمريكا الشمالية في 24 مايو. بينما حمل الفيلم رسميًا عنوان غضب وسرعة 6، تعرض تذكرة وبطاقة الفيلم على الشاشة عنوان باسم «غضب 6».

### شباك التذاكر
كسب غضب وسرعة 6 239 مليون دولار في أمريكا الشمالية و550 مليون دولار في أماكن أخرى ليصبح المجموع العالمي 789 مليون دولار. ديدلاين هوليوود حسبت صافي ربح الفيلم ليكون 131.5 مليون دولار، عند احتساب جميع النفقات والإيرادات معًا، مما يجعله الفيلم السادس الأكثر ربحية لعام 2013. في جميع أنحاء العالم، هو سادس أعلى فيلم في عام 2013 ورابع أعلى فيلم ليونيفيرسال من حيث الأرباح. في عطلة نهاية الأسبوع من 14-16 يونيو 2013، أصبح الفيلم ثالث أعلى الأفلام ربحًا في سلسلة سرعة وغضب في جميع أنحاء العالم خلف الغضب 7 وفاست أند فيوريس 8 (2017)، وكذلك بشكل منفصل في أمريكا الشمالية وخارج الشمال أمريكا.
خارج أمريكا الشمالية، هو الفيلم الأكثر ربحًا في سلسلة سرعة وغضب، وثاني أعلى فيلم لشركة يونيفرسال، وثاني أعلى فيلم في عام 2013. في المملكة المتحدة، حصل الفيلم على 4.4 مليون دولار خلال يوم الافتتاح من 462 شاشة، وهو أكبر يوم افتتاح لكل من من سلسلة سرعة وغضب وشركة يونيفرسال في ذلك السوق، وهو ثاني أعلى افتتاح لعام 2013 خلف آيرون مان 3 (4.7 مليون دولار)، والفيلم رقم 1 في اليوم بنسبة 54٪ من السوق. أنهى الفيلم باعتباره الفيلم الأعلى في عطلة نهاية الأسبوع، حيث حصل على إجمالي 13.8 مليون دولار؛ جعل هذا الرقم أكبر افتتاح للسلسلة، وليونيفرسال ولفين ديزل ودوين جونسون، وثاني أكبر افتتاح لعام 2013 مرة أخرى بعد آيرون مان 3 (17.6 مليون دولار). افتتح الفيلم في تسعة وخمسين منطقة في عطلة نهاية الأسبوع التالية جنبًا إلى جنب مع افتتاحه في أمريكا الشمالية، حيث احتل المرتبة الأولى وحقق 160.3 مليون دولار؛ سجلت الأرقام القياسية الافتتاحية في عطلة نهاية الأسبوع في الإمارات العربية المتحدة والشرق الأوسط والأرجنتين (تم تجاوزه فس الأرجنتين من قبل جامعة المرعبين (2013)). في الصين، خلال افتتاح فيلم سرعة وغضب، حقق 6 بـ6.9 مليون دولار، مما جعله الفيلم الأكثر ربحًا في العالم. كسب الفيلم 23.6 مليون دولار خلال عطلة نهاية الأسبوع الافتتاحي، 3 ملايين دولار منها جاءت من عروض آيماكس.
في أمريكا الشمالية، ظهر سرعة وغضب 6 في وقت واحد مع الفيبم الكوميدي صداع الكحول الجزء الثالث (2013) وفيلم الرسوم المتحركة ملحمي (2013). تم افتتاحه لعروض منتصف الليل في 23 مايو 2013، في 2409 مسارح. استغرق الأمر 6.5 مليون دولار، أي ما يقرب من ضعف إجمالي فاست فايف في منتصف الليل (3.8 مليون دولار) والذي واجه منافسة مباشرة أقل. في يوم الافتتاح، حقق سرعة وغضب 6 ربحًا قدره 38.7 مليون دولار (بما في ذلك أرباح منتصف الليل) من 3659 مسرح. أنهى الفيلم عطلة نهاية الأسبوع في المركز الأول، حيث حصد 117 مليون دولار، وهو رابع أعلى افتتاح لمدة 4 أيام. كان الجمهور متنوعًا، حيث مثّل اللاتينيون 32٪ والنساء 49٪ و57٪ فوق سن 25.

### استقبال الجمهور
على روتن توميتوز، حصل الفيلم على نسبة موافقة بلغت 70٪ بمتوسط تقييم 6.2 / 10، بناءً على 201 مراجعة. يقرأ الإجماع النقدي للموقع أنه «مع الفكاهة عالية الأوكتان ومشاهد الحركة الرائعة، اعتمد غضب وسرعة 6 على الصيغة الناجحة التي جعلت فاست فايف نجاحًا نقديًا وتجاريًا.» في ميتاكريتيك، احتوي الفيلم على متوسط درجة 61 من 100، بناءً على 39 ناقدًا، مما يشير إلى «تقييمات إيجابية بشكل عام». أعطت الجماهير التي استطلعت آراؤها سينماسكور الفيلم متوسط درجة "A" على مقياس A+ إلى F.
تم اعتبار غضب وسرعة 6 بشكل عام على أنه يمزج بشكل فعال بين مشاهد الحركة السخيفة والأحداث المثيرة الفاحشة مع حبكة يمكن التنبؤ بها ولكنها ممتعة مع حوار الشخصيات. قال جيم فيجفودا من آي جي إن أن الفيلم كان مبهجًا للجمهور وتفوق لحظاته الممتعة على المحاولات الفاشلة للفكاهة والحوار الهزلي عن غير قصد. سلط المراجعون الآخرون الضوء على الممثلين المحبوبين، العمل المضحك، والنهج المرح للحبكة، والقدرة على غمر الجمهور في مطاردات عالية السرعة والصراع بين العصابتين المتعارضتين. قال بن روسون جونز من ديجيتال سباي أن نغمة الفيلم نجحت في مزج مشهد الوعي الذاتي مع العمل الجماعي للشخصيات المركزية والترابط والروح العائلية. وعلى العكس من ذلك، قال كريس كابين من سلنت ماغازين أن الفيلم كان متعجرفًا وساخرًا وغير جوهري وقدم دراما عاطفية بشكل مفرط وكوميديا قسرية بدت غير مدركة «لمدى غباء المادة». وصف تيم روبي، من صحيفة الديلي تلغراف، الفيلم بأنه بطيء الذكاء مع حبكة عشوائية وعامة، وقال ديريك آدامز من تايم آوت لندن أن الفيلم يتضمن حوار صبياني وعروض سخيفة وممثلين هزليين سطحيين. قالت مجلة إينديواير أن الفيلم يتخلى عن أية مشاهد واقعية (مقارنةً بـ المنتقمون (2012))، مما يقوض أي محاولات لخلق التوتر.
أشار أوين ويليامز من إمباير إلى أن غضب وسرعة 6 افتقر إلى نفس مفاجأة فاست فايف بدون خصم جونسون هوبز، واقترح أن طاقم الشخصيات العائدة جعل أوين شو بشخصية إيفانز غير قادر على ترك انطباع بأنه الشرير الجديد. تم انتقاد مشاهد الحوار وتطور الشخصية على أنها بطيئة، وسيئة بشكل مثير للضحك. تم تمييز أوين شو من إيفانز مرارًا وتكرارًا على أنه إضافة منعشة وجذابة إلى فريق العمل، على الرغم من وصف آخرين للشخصية بأنها عامة ومملة.
تم وصف اتجاه لين لمقاطع الحركة بأنه فخم ورائع. تلقى التصوير السينمائي ردود فعل متباينة. أعرب سكوت فاونداس من فارايتي عن تقديره للاهتمام بالجغرافيا المكانية واللقطات المعقدة الفردية والمتواصلة التي تمت مقارنتها بأفضل أفلام جيمس بوند والمهمة المستحيلة، وقال روسون جونز أن السباقات الليلية في لندن استفادت بشكل ممتاز من البيئة. اعتبر تود مكارثي من هوليوود ريبورتر أن مشاهد الحركة تم قصها بسرعة كبيرة، وفشلت في توفير إحساس بالسرعة للمركبات وكانت غارقة في الزوايا الضعيفة والإعدادات الليلية التي حجبت الرؤية. رأى ماثيو تورنر من لندن أن الحركة تفتقر إلى الخيال، حيث لا تزيد الشرائح التي تتخذ من لندن مقراً لها عن مجرد سباق غير دقيق جغرافياً في الماضي.

### الجوائز
حصل الفيلم على ثماني جوائز وتم ترشيحه لثلاث عشرة جائزة.

### الإصدار المنزلي
تم إصدار سرعة وغضب 6 دي في دي في المملكة المتحدة في 16 سبتمبر 2013، وفي أستراليا في 3 أكتوبر 2013. في بلدان أخرى، تم تأكيد إصدار الفيلم دي في دي في 10 ديسمبر 2013. اشترت FX حقوق بث الفيلم على شبكتها في عام 2015. بعد وفاة ووكر في 30 نوفمبر 2013، أعلنت شركة يونيفرسال أنه سيتم التبرع بجزء من أرباح مبيعات الفيلم في أمريكا الشمالية لجمعية ووكر الخيرية.

## الموسيقى التصويرية
قام لوكاس فيدال بتأليف الموسيقية التصويرية لفيلم غضب وسرعة 6. بالإضافة إلى موسيقى فيدال، ظهر أيضًا في الفيلم مقطوعات للملحن براين تايلر من الموسيقى السابقة للسلسلة. تم إصدار ألبوم صوتي للفيلم من قبل تسجيلات ديف جام في 21 مايو 2013، وهو يتميز بالعديد من المسارات الإلكترونية وموسيقى الهيب هوب، بما في ذلك أغاني ديد ماوس ولوداكريس (الذي لعب دور تيج باركر) والعديد من الأغاني الأخرى.

## الجزء الثاني
تم الإعلان عن التكملة، بعنوان غضب 7، في أبريل 2013. لن يعود لين لإخراج التكملة حيث تابعت يونيفرسال جدولًا زمنيًا سريعًا للفيلم، مع تاريخ الإصدار المقرر في 11 يوليو 2014، بعد أكثر من عام بقليل من إصدار السريع والغاضب 6. تم استبدال لين بالمخرج جيمس وان في نفس الشهر. بعد وفاة بول ووكر، تم تأجيل موعد الإصدار إلى 3 أبريل 2015.

## وصلات خارجية
- سرعة وغضب 6 على موقع IMDb (الإنجليزية)
- سرعة وغضب 6 على موقع ميتاكريتيك (الإنجليزية)
- سرعة وغضب 6 على موقع الموسوعة البريطانية (الإنجليزية)
- سرعة وغضب 6 على موقع روتن توميتوز (الإنجليزية)
- سرعة وغضب 6 على موقع نتفليكس (الإنجليزية)
- سرعة وغضب 6 على موقع قاعدة بيانات الأفلام العربية
- سرعة وغضب 6 على موقع ألو سيني (الفرنسية)
- سرعة وغضب 6 على موقع Turner Classic Movies (الإنجليزية)
- سرعة وغضب 6 على موقع أول موفي (الإنجليزية)
- سرعة وغضب 6 على موقع بوكس أوفيس موجو (الإنجليزية)